# Söderhamn (đô thị)
Đô thị Söderhamn là một đô thị ở hạt Gävleborg, đông trung bộ Thụy Điển. Thủ phủ là Söderhamn.
Đô thị hiện nay được lập năm 1971 khi thành phố cũ Söderhamn được hợp nhất với 2 đô thị nông nghiệp và một phần của một đô thị khác.

## Các đơn vị trực thuộc
- Bergvik
- Ljusne
- Marmaskogen
- Marmaverken
- Mohed
- Sandarne
- Skog
- Söderala
- Söderhamn (thủ phủ)
- Vallvik
- Vannsätter

## Thành phố kết nghĩa
- Jakobstad, Phần Lan. [Web: http://www.jakobstad.fi/]
- Kunda, Estonia. [Web: http://www.kunda.ee/]
- Os, Hordaland, Na Uy [Web: http://www.os.hordaland.no/ Lưu trữ ngày 12 tháng 12 năm 2006 tại Wayback Machine]